# Hanomag Typ L 3956
Die Tenderlokomotiven der Reihe Hanomag Typ L 3956 waren Dampflokomotiven mit der Achsfolge C, die zwischen 1913 und 1922 von Hanomag an verschiedene Industriebetriebe geliefert wurden. Sie waren vorrangig bei den Zechenbahnen in Nordrhein-Westfalen eingesetzt. Eine Lokomotive, die 1922 an die Zeche Consolidation geliefert wurde, ist noch 1970 von der RAG Aktiengesellschaft übernommen worden und wurde als letzte ihrer Serie 1975 ausgemustert und verschrottet.

## Geschichte
Lokomotiven der Firma Hanomag waren in Nordrhein-Westfalen eher weniger vertreten als solche von Henschel bzw. Hohenzollern. Es wurde schon früh auf eine strikte Standardisierung bei der Konstruktion Wert gelegt, die Austauschbarkeit der Lokteile untereinander betrug bei manchen Typen 70 %.
Lokomotiven dieser Type wurden nach der ersten Standardisierungswelle von 1911 bis 1924 gebaut, sie wurden intern als Hüttenlokomotiven bezeichnet. Sie waren als zweiachsige Lokomotiven mit der Bezeichnung L 2900 ff., als dreiteilige mit der Bezeichnung L 3900 ff. und als vierachsige mit der Bezeichnung L 4900 ff. im Angebot. Dabei waren die Lokomotiven mit der Bezeichnung XX00 solche in niedriger Ausführung, solche mit der Bezeichnung XX06 dem Regelprofil der deutschen Bahnen entsprechend. Lokomotiven dieser beschriebenen Type waren dreiachsig und gehörten zur stärkeren Bauart mit Regelprofil. Es sind vier Lokomotiven bekannt:

### Zeche Westfalen
Von der Zeche Westfalen stammt die unter der Fabriknummer 6833 1913 als älteste bekannte Maschine mit der Betriebsnummer 2. Die Lokomotive war hier ständig eingesetzt und wurde 1968 ausgemustert sowie verschrottet.

### Zeche Holland
Bei der Zeche Holland fuhr mit der Betriebsnummer 6 die mit der Fabriknummer 9316 1921 gebaute Lokomotive. Diese kam 1926 zu den Vereinigten Stahlwerke und erhielt dort die Bezeichnung C3. 1934 wurde sie an die Gelsenkirchener Bergwerks-AG mit gleichen Bezeichnung weitergegeben und war noch 1953 bei der Rheinelbe Bergbau AG im Dienst. 1962 wurde die Lokomotive ausgemustert.

### Zeche Graf Moltke
Bei der Zeche Graf Moltke fuhr mit der Betriebsnummer 1 die 1921 gebaute Lokomotive mit der Fabriknummer 9317. Sie ging 1926 mit der Bezeichnung C2 an die Vereinigte Stahlwerke, 1934 an die Gelsenkirchener Bergwerks-AG sowie 1953 an die Rheinelbe Bergbau AG. Sie wurde 1964 ausgemustert.

### Zeche Consolidation
Bei der Zeche Consolidation war die Lokomotive mit der Fabriknummer 9553 aus dem Jahr 1922 im Einsatz, die die Betriebsnummer IIIII trug. Die Lokomotive war hier ständig beschäftigt. 1970 wurde die Lokomotive noch mit der Bezeichnung RAG D-503 von der Ruhrkohle AG übernommen und 1975 als die letzte der Serie ausgemustert.

## Technik
Die Lokomotiven waren als Hüttenlokomotiven konstruiert, bei der große Lokreibungslast und Leistung im Vordergrund standen. Sie wurden aus Werkstoffen hergestellt, die den Vorschriften der Deutschen Lokomotivbau-Vereinigung entsprachen und mit Nassdampf betrieben. Sie besaßen einen Blechrahmen einfachster Bauausführung mit integriertem Wasserkasten. Im hinteren Bereich war dieser mit einigen Ausschnitten zur Gewichtsreduzierung versehen. Weitere Wasservorräte wurden in seitlichen Kästen mitgeführt. Die Kohlen lagerten im seitlichen Kasten links vom Kessel.
Das Triebwerk arbeitete auf die dritte Achse und besaß eine Heusinger-Steuerung mit Flachschiebern. Der Kreuzkopf war einschienig auf der Gleitbahn ausgeführt. Alle Achsen waren fest im Rahmen gelagert. Die Blattfedern der ersten beiden Radsätze waren oberhalb der Räder angeordnet und mit Ausgleichshebel miteinander verbunden. Die Federn der hinteren Achse saßen unterhalb der Achslager. Die Lokomotiven waren mit indirekter Bremse und Handbremse ausgestattet, abgebremst wurden die ersten beiden Räder von vorn und das dritte von hinten.
Zur Grundausstattung gehörten eine Friedmann-Schmierpumpe und Handsandstreuer, der mit dem Dampfdom unter einer gemeinsamen Verkleidung saß. Der Sandkasten besaß zwei Sandrohre pro Triebwerksseite, diese besandeten den ersten Radsatz von vorn und den zweiten von hinten. Ursprünglich waren sie mit Petroleumbeleuchtung ausgerüstet, später wurden sie auf elektrische Beleuchtung mit einem Turbogenerator umgebaut. Das Dampfläutewerk saß auf einer Konsole auf der linken Seite vor dem seitlichen Wasserkasten.